# ۱۶۹۴ قیصر
سیارک ۱۶۹۴ (به انگلیسی: 1694 Kaiser، نامگذاری:1934SB) هزار و ششصد و نود و چهارمین سیارک کشف شده‌است که در ۲۹ سپتامبر ۱۹۳۴ کشف شد.
قدر مطلق سیارک برابر ۱۱٫۴۶ است.